# Fonds cantonal d'art contemporain
Le Fonds cantonal d’art contemporain (FCAC), créé en 1949, est rattaché au service de la culture du canton de Genève. 

## Histoire
Dès sa création, le fonds poursuit un but social : aider les créateurs locaux dans le contexte difficile de l'après-guerre. Aujourd’hui le fonds a pour mission le soutien, l’encouragement et la promotion de la création dans les domaines de l’art contemporain et du design dans le canton de Genève.

## Collection
Le FCAC conserve le patrimoine artistique de l'État de Genève. Il achète des œuvres d’artistes vivants dans les domaines de la peinture, de la sculpture, de la photographie et de la vidéo. Les nouvelles acquisitions passent par une commission consultative. Sa collection est composée de 5 000 pièces réalisées principalement par des artistes genevois ou résidents à Genève.

## Prix, bourses et résidences
- Prix pour la programmation en art contemporain

- Bourses pour les diplômés de la Haute école d'art et de design Genève (HEAD)
- Bourses pour l'écriture sur l'art et le commissariat d'exposition[2]
- Résidences d’artistes à Berlin et New York

## Exposition
- Biens Publics au Musée Rath du 27 février au 26 avril 2015[3]

## Galeries

### Collection

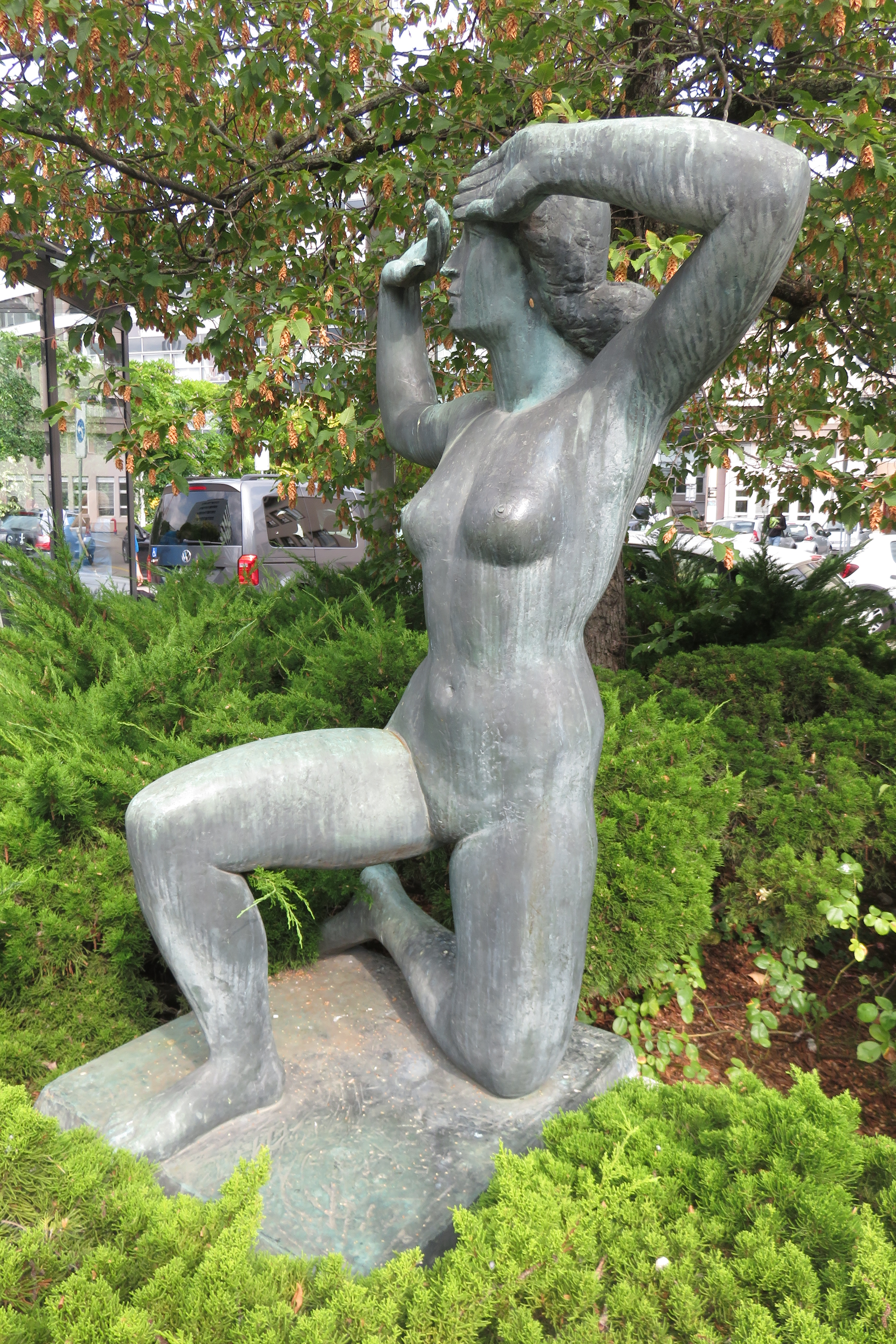
« Fiat Lux », Willy Vuilleumier, 1953
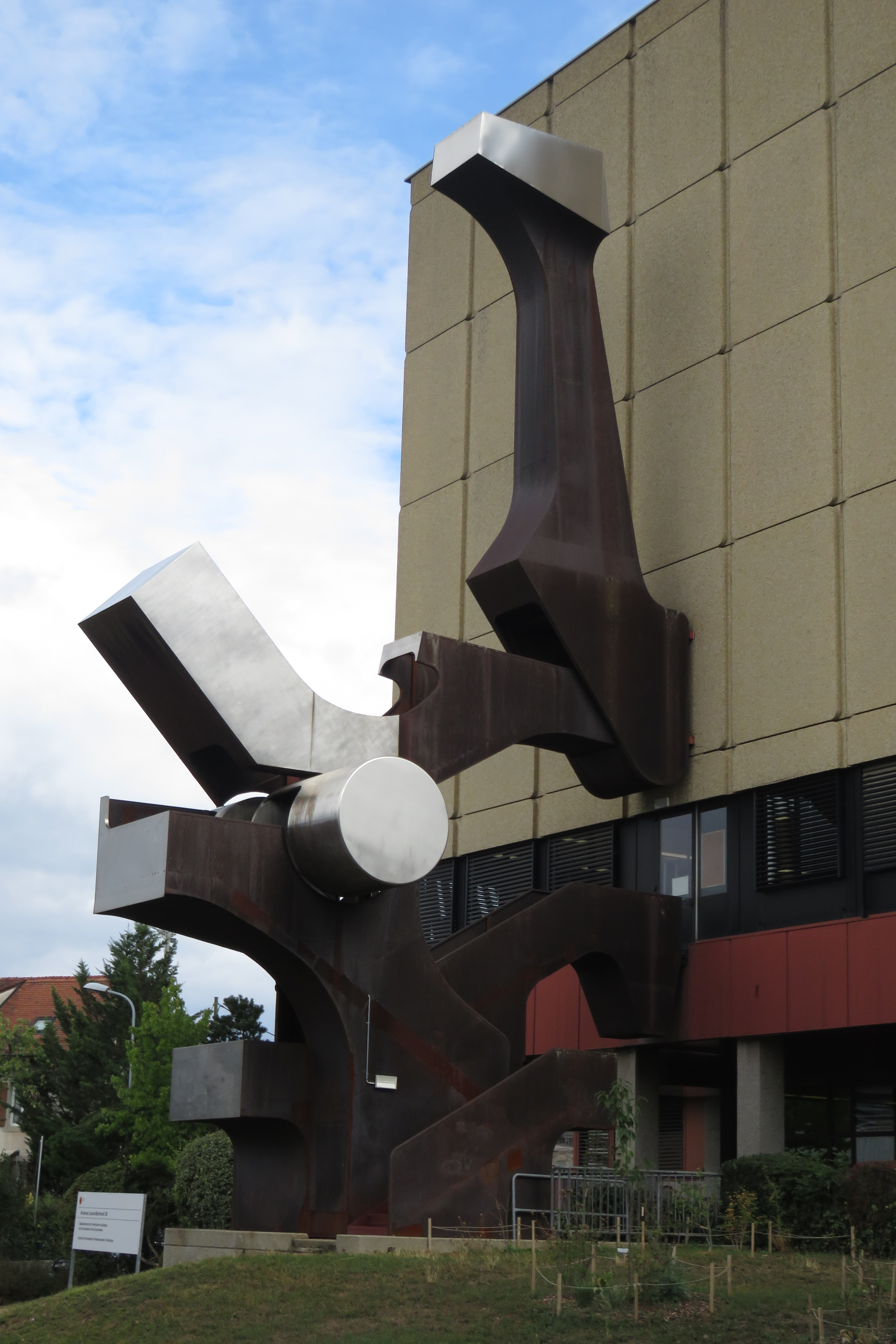
« Sans titre, Albert Rouiller, 1981
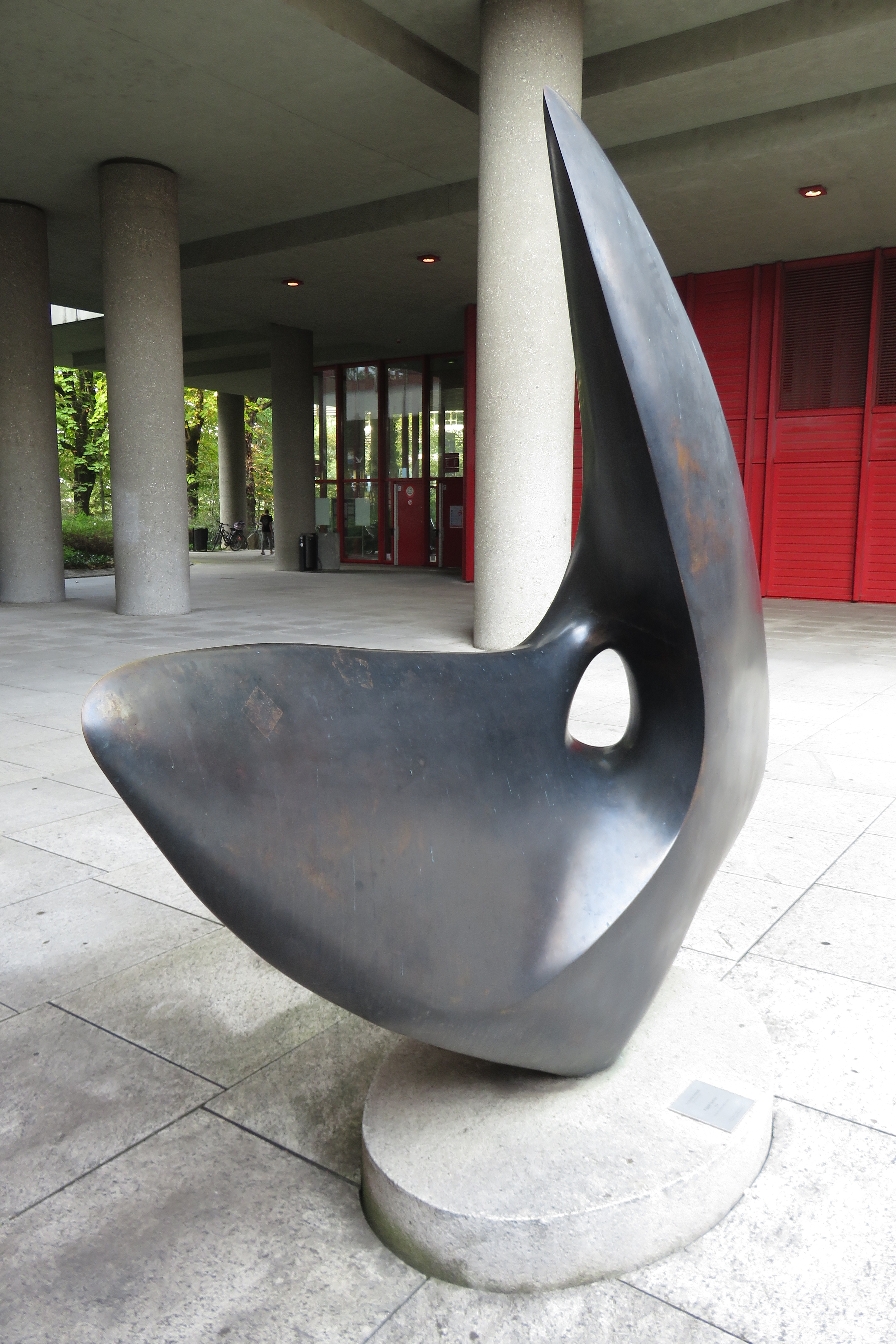
« Papille spatiale, Antoine Poncet, 1988

### Exemples de projets soutenus

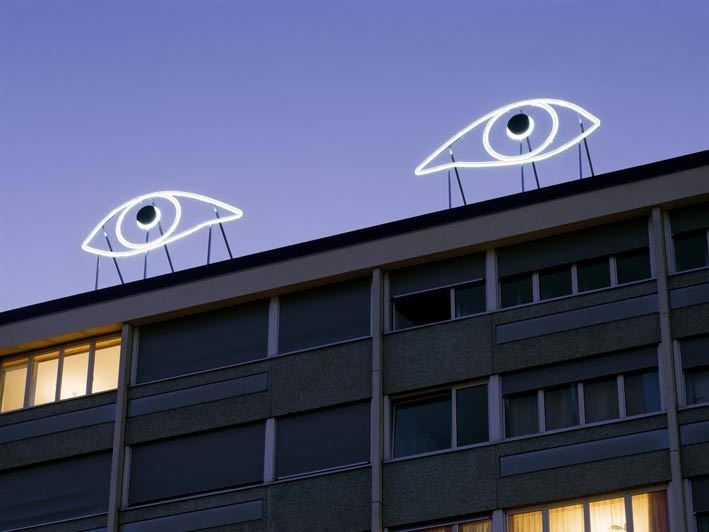
« Neons Parallax » autour de la Plaine de Plainpalais, dès 2006
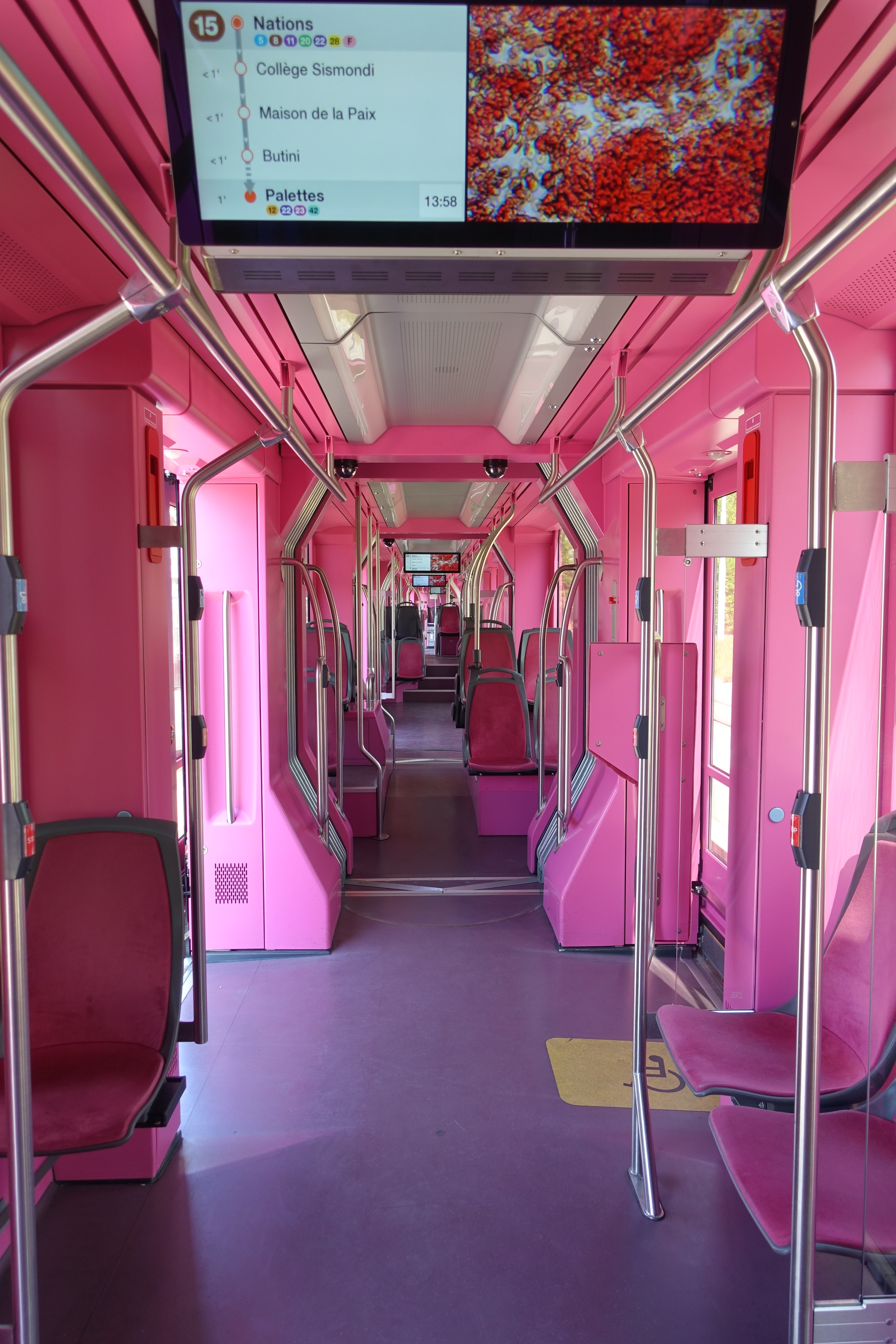
« Monochrome Rose », partie de Art&tram, dès 2009
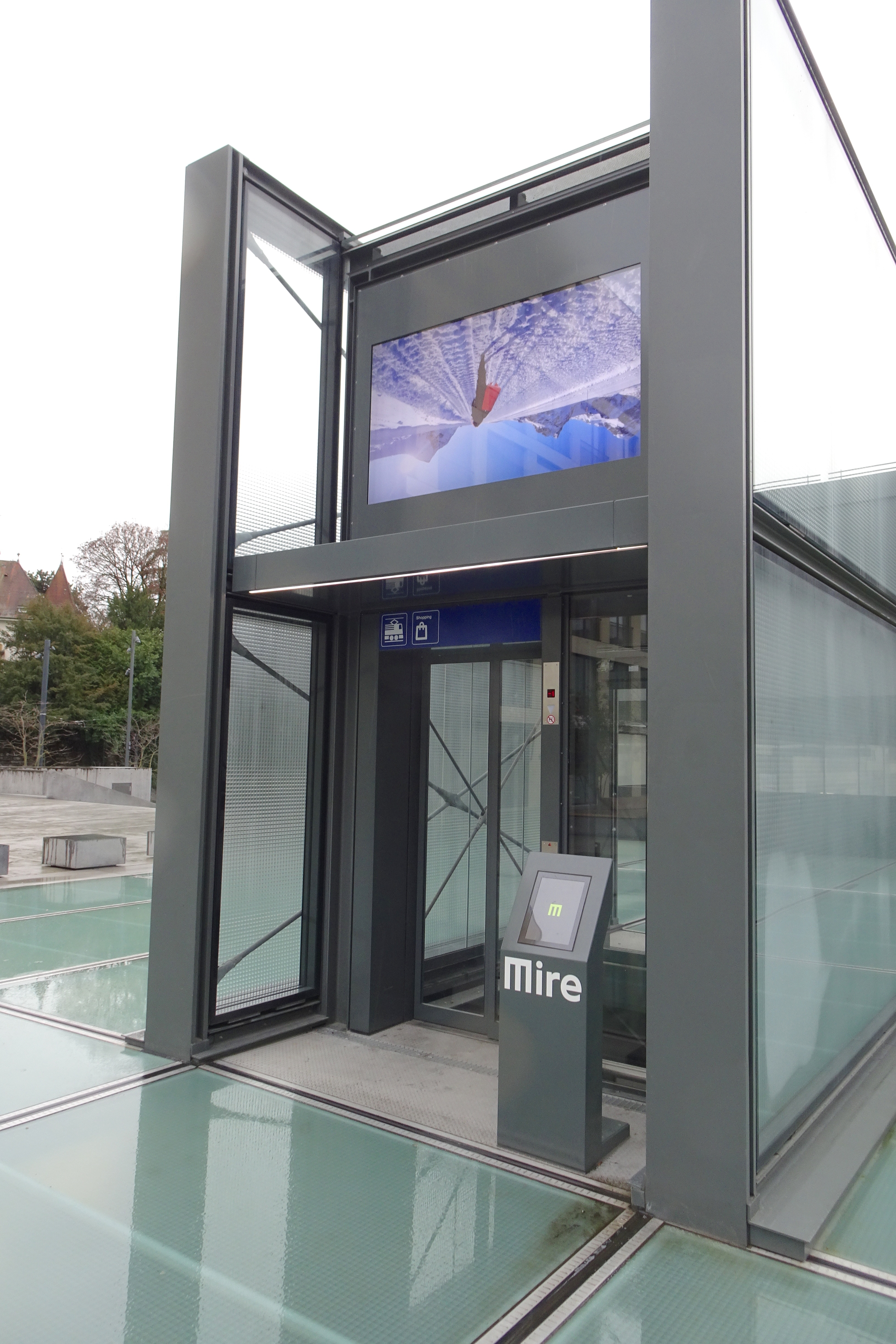
« Mire » dans les gares du Léman Express, dès 2020